# Jardins de las Delicias
Pour les articles homonymes, voir Delicias et Arjona (homonymie).
Les jardins de las Delicias, souvent cités comme les jardins de las Delicias de Arjona, se trouvent à Séville (Andalousie, Espagne). Avant l'intervention de José Manuel de Arjona (es) au début du XIXe siècle, ils étaient connus sous le nom de promenade de Bellaflor.

## Situation
Ils forment un triangle de 54 252 m2 se trouvant juste à l'ouest du parc de María Luisa, dont ils ne sont séparés que par l'avenue de las Delicias à l'est. Ils sont limités à l'ouest par l'avenue de Santiago Montoto et par le canal Alphonse-XIII et au sud par l'avenue de Molini.

## Histoire

### La promenade de Bellaflor
Les jardins de las Delicias furent, dans la seconde moitié du XVIIIe siècle, imaginés par José de Ávalos, asistente de la ville à qui l'on devait d'autres espaces verts situés le long du Guadalquivir. Ils furent créés sur le terrain du moulin de Bellaflor. Pablo de Olavide, autre asistente, améliora le concept en 1785 et l'endroit prit alors le nom de promenade de Bellaflor,.

### L'intervention de José Manuel de Arjona
Mais ce n'est que grâce à un troisième asistente de Séville, José Manuel de Arjona (es), et aux travaux effectués entre 1829 et 1830 sous la direction de Claudio Boutelou et de Melchior Cano, ce dernier en ayant dessiné les plans en 1827, qu'ils devinrent des jardins censés reposer le visiteur, avec des bancs, des fontaines et des allées, leur donnant un caractère romantique, et qu'ils reçurent le nom de jardins de las Delicias. Ils formaient un triangle formé à l'ouest par le Guadalquivir et tendu entre trois monuments préexistants ; les jardins étaient limités au sud par le Tamarguillo, rivière se jetant à cet endroit dans le fleuve. Ils bénéficiaient alors d'un système d'arrosage automatique novateur, utilisant une pompe à vapeur. De nombreuses plantes exotiques, notamment du continent américain, y furent plantées. On y plaça en 1830 un temple gothique (disparu depuis), des étangs, des ponts et une grotte artificielle. En 1864 y furent placées des statues de marbre de figures mythologiques, datant du XVIIIe siècle, et des bustes et des statues de style classique ou baroque, provenant du palais archiépiscopal d'Umbrete, et qui se trouvaient depuis 1844 sur la plaza del Museo,.

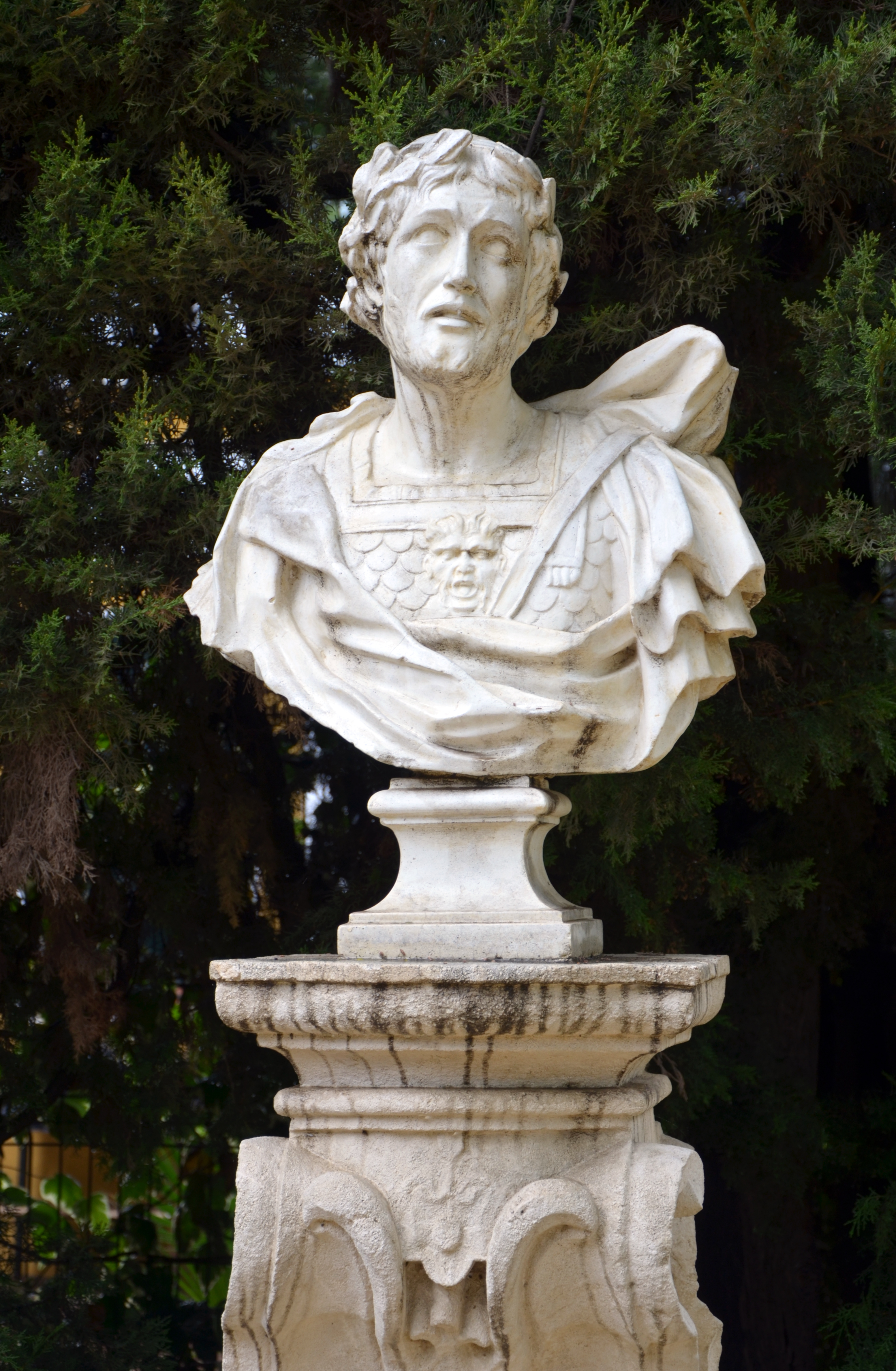
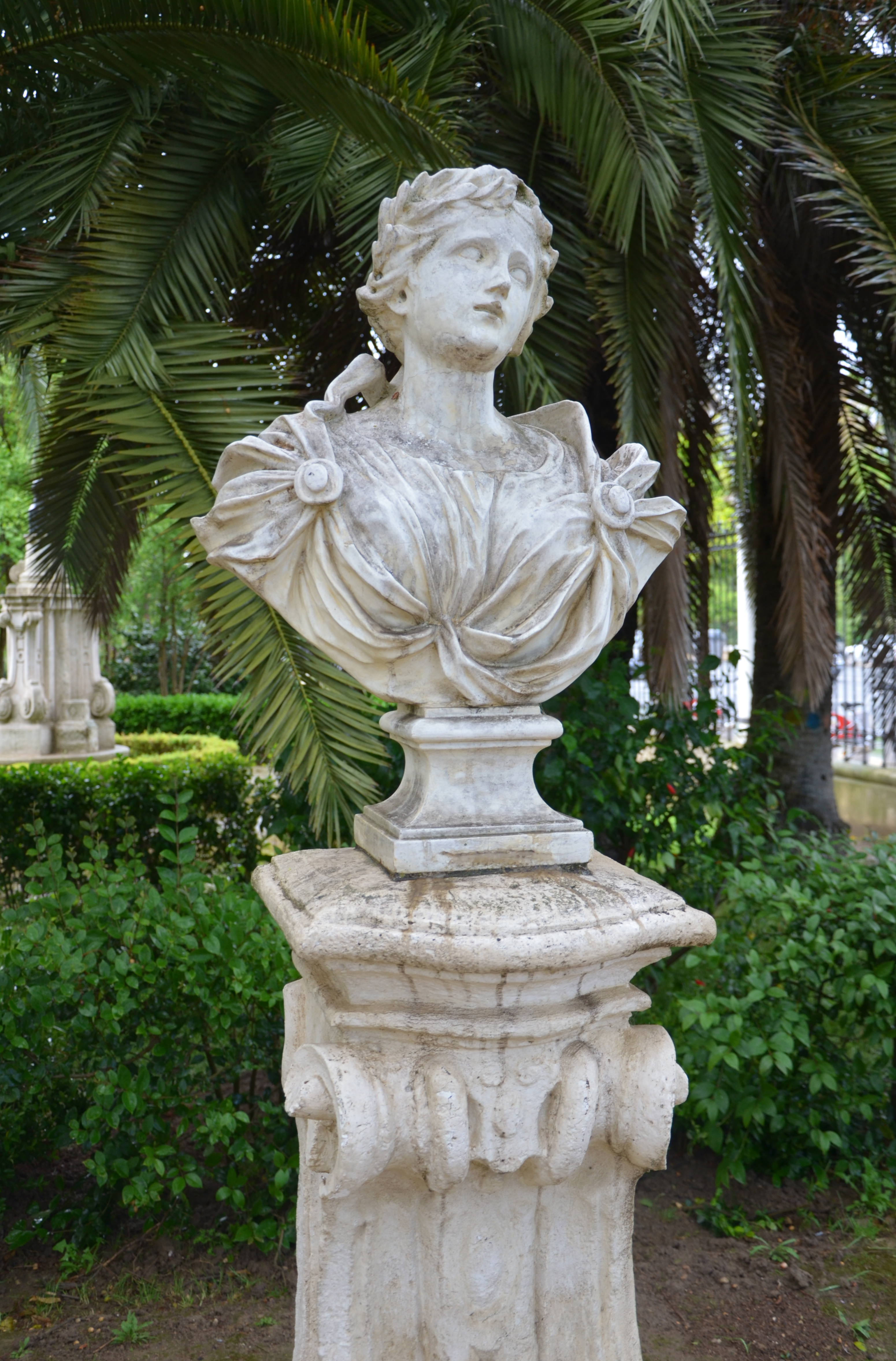
Trois des bustes en marbres de figures mythologiques ou classiques se trouvant dans les jardins des Délices de Arjona.
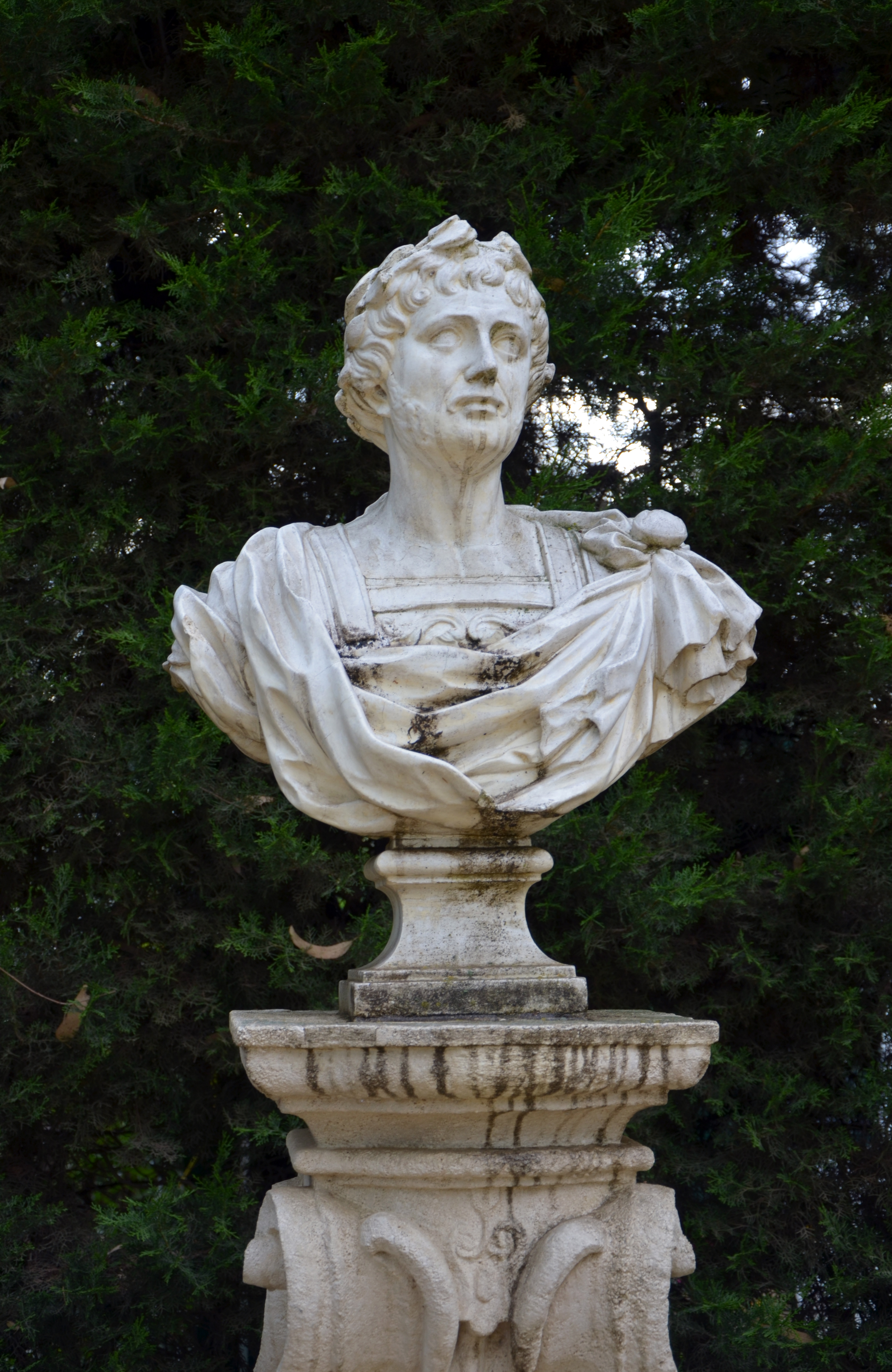

### L'Exposition ibéro-américaine de 1929

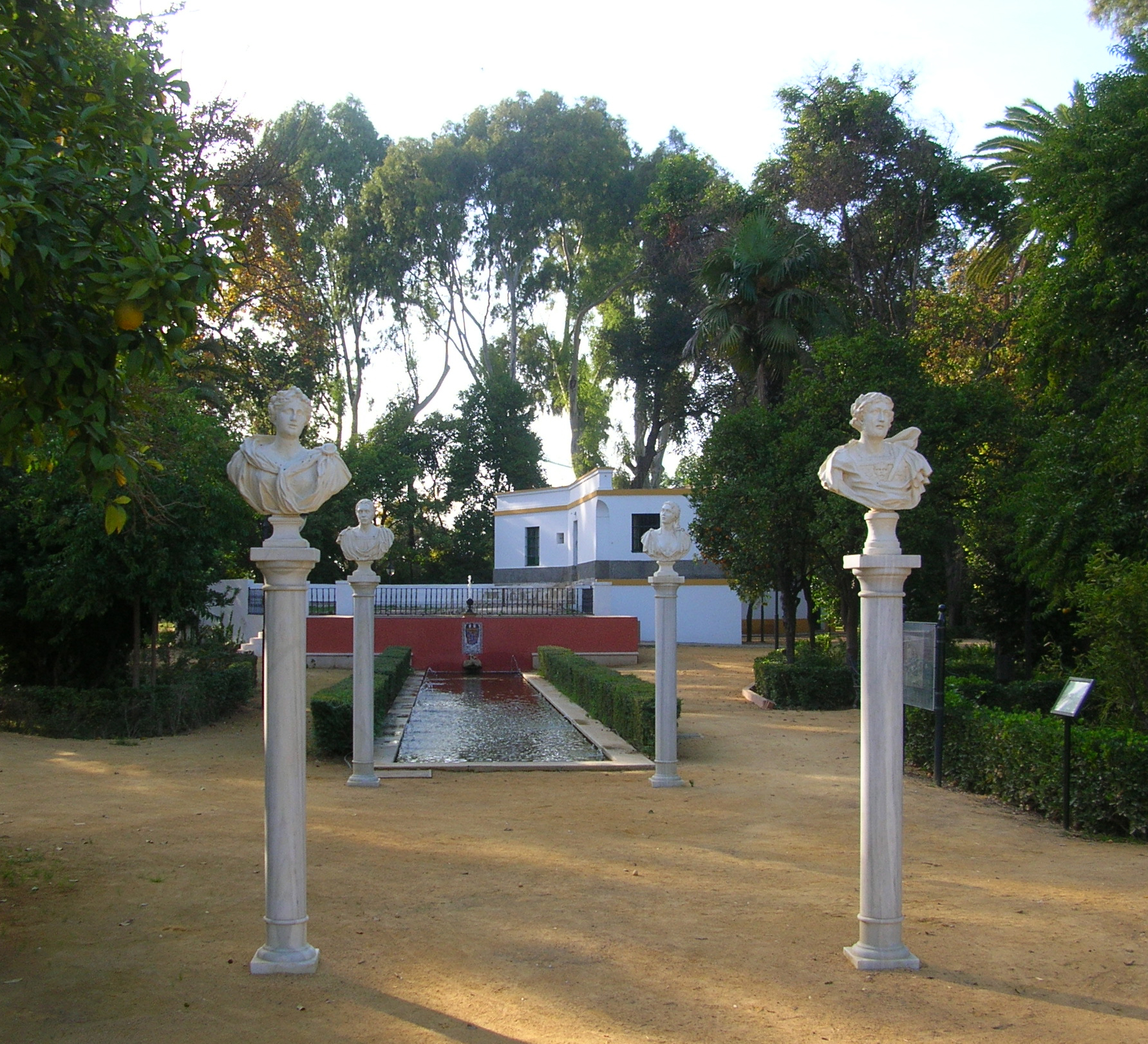
Fontaine et statues des jardins de las Delicias.

En 1929, tout comme le parc de María Luisa, les jardins de las Delicias furent réaménagés et incorporés à l'Exposition ibéro-américaine qu'accueillait Séville cette année-là. Les pavillons de cinq pays et d'une organisation y furent d'ailleurs installés : celui de la Guinée espagnole, ceux de l'Argentine et du Guatemala dans sa partie nord et ceux de la Colombie, du Maroc et de la Marine au sud. À la fin de la manifestation, celui de la Guinée espagnole fut démoli alors que les autres édifices furent conservés : le pavillon de l'Argentine héberge le Conservatoire professionnel de danse ; celui de la Colombie, appartenant à la ville de Séville, abrite le consulat de Colombie ; celui du Maroc abrite les bureaux du Service municipal des parcs et jardins ; celui de la Marine est le siège du Commandement de la Marine,,.
Toujours pour l'exposition de 1929 fut érigée la place des Conquistadors, dont l'entrée était gardée par une fontaine décorée de trois statues : une allégorie d'Iberia flanquée de deux hommes dénudés représentant le Guadalquivir et le río Magdalena, symbolisant les liens entre l'Espagne et l'Ibéro-Amérique. Derrière la fontaine se trouvaient les statues de sept explorateurs : Christophe Colomb au centre, entouré d'un des frères Pinzón, de Vasco Núñez de Balboa, de Francisco Pizarro, d'Hernando de Soto, de Rodrigo de Triana et de Juan Sebastián Elcano. À la fin de l'exposition, la place fut détruite et seules les trois statues de la fontaine furent conservées.
La création de la rue Molini, au sud des jardins, qui permettait d'accéder au pont Alphonse-XIII (détruit en 1998) et l'élargissement du Paseo de las Delicias, pour permettre la circulation des voitures, firent perdre aux jardins une grande partie de leur surface.

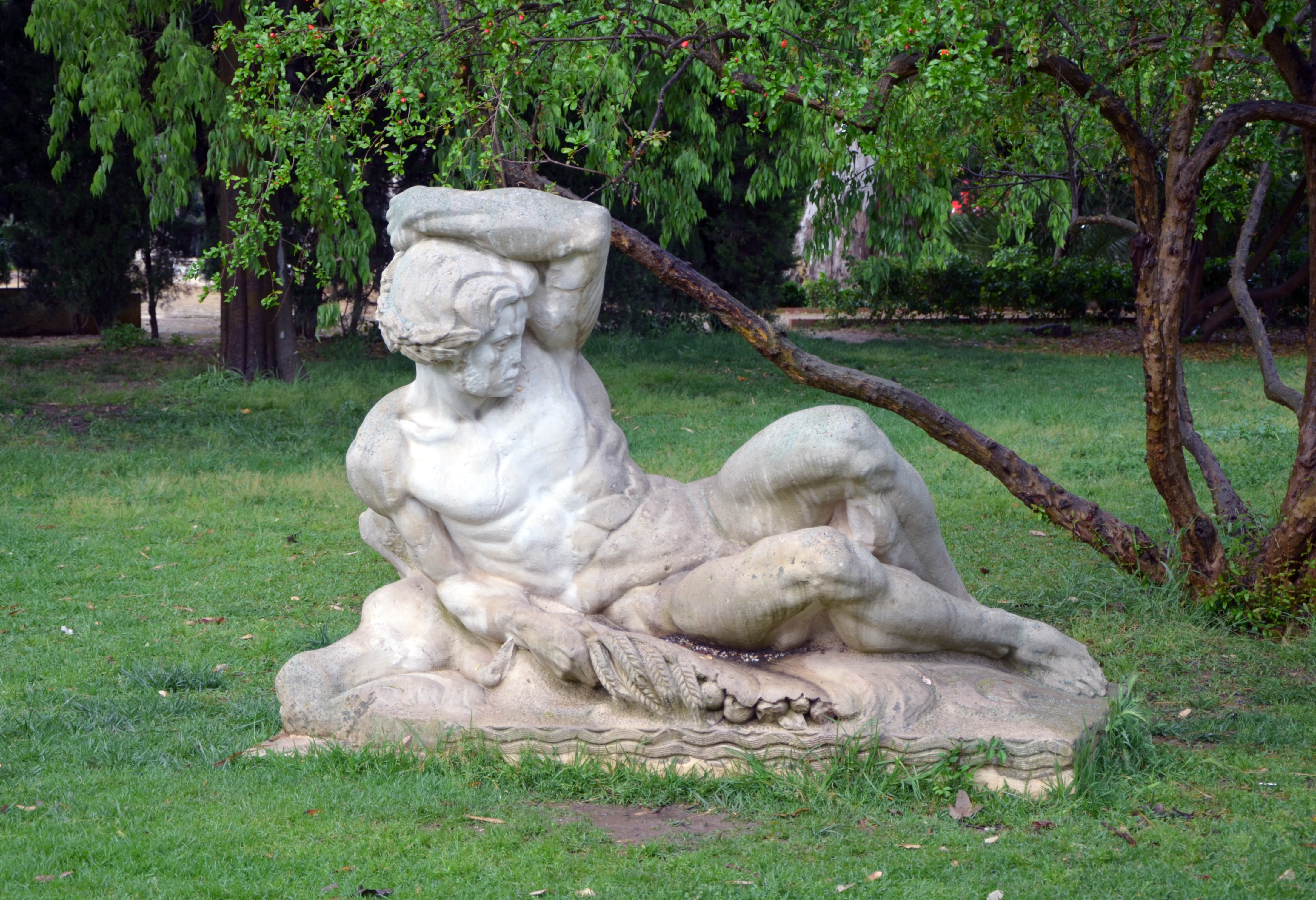
La statue allégorique représentant le fleuve espagnol Guadalquivir.
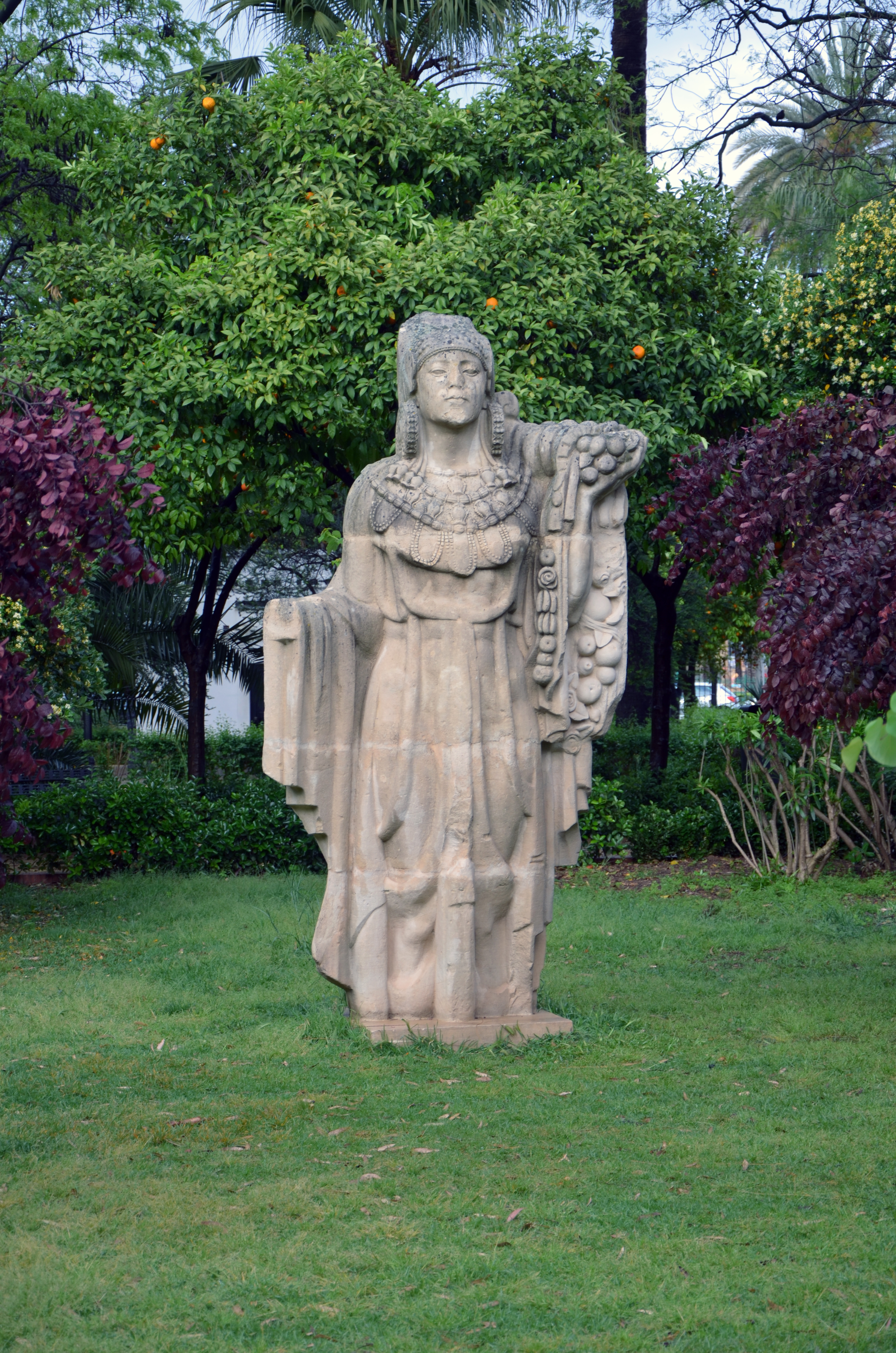
La statue allégorique représentant Iberia.
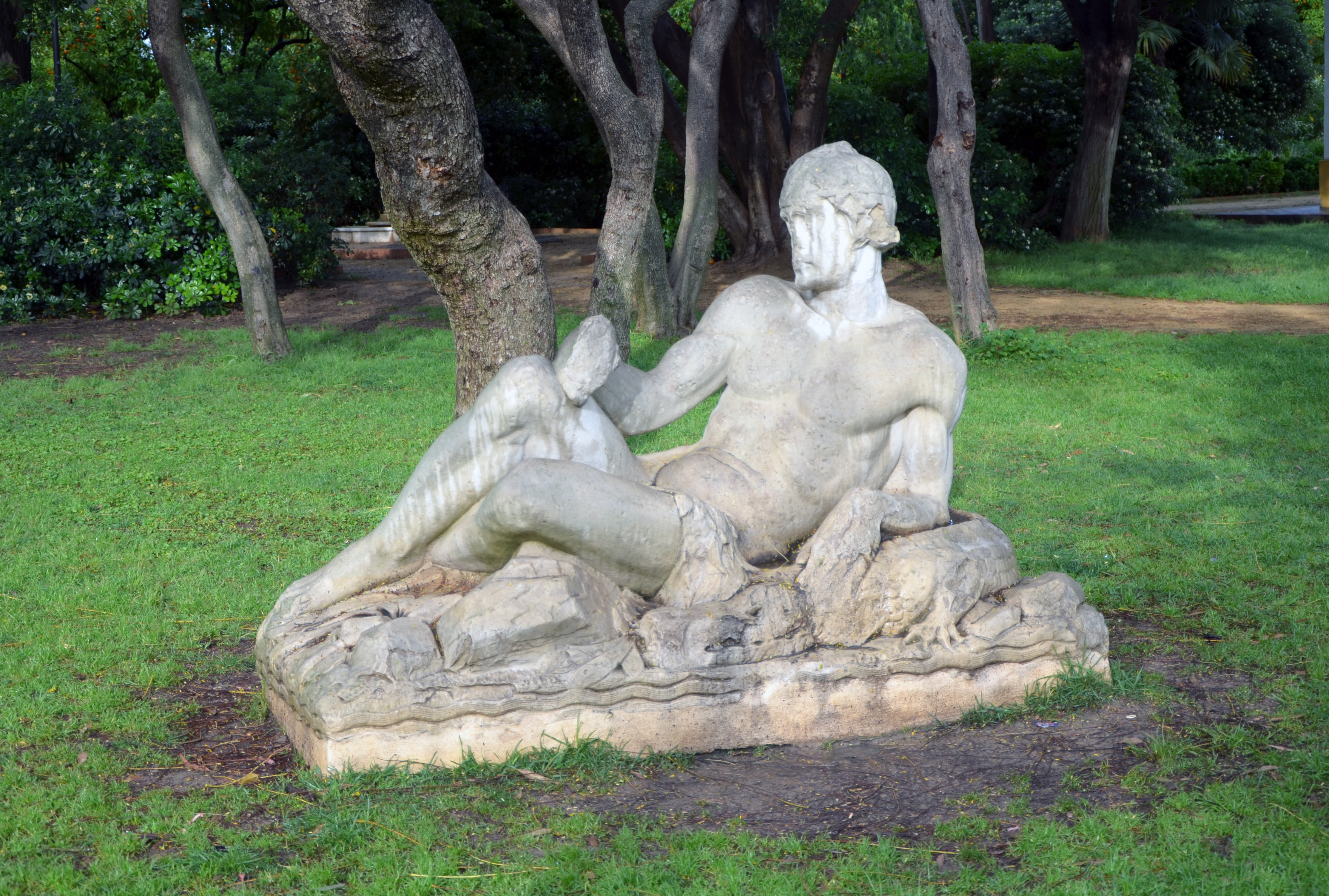
La statue allégorique représentant le fleuve colombien Magdalena.

### Les jardins auXXIesiècle
En 2004, ils furent déclarés Bien d'intérêt culturel dans la catégorie jardins historiques. L'avenue Santiago Montoto, qui se trouve entre les jardins et le canal Alphonse-XIII, fut réaménagée la même année pour être incorporée aux jardins. Des escaliers furent construits pour permettre l'accès à la rive du canal. La zone, alors appartenant au port de la ville, fut également convertie en un jardin connecté à ceux de las Delicias. Ces derniers furent de plus restaurés entre 2006 et 2007 : plusieurs statues, vandalisées ou décapitées, furent remplacées par des copies.

## Art
Les jardins abritent le monument au peintre valencien Joaquín Sorolla, œuvre de 1913 du sculpteur de Valence José Capuz, placée dans les Jardins en 1924 ; on y trouve en outre les trois statues de la fontaine des Conquistadors, réparties sur le site : Iberia, créée par Francisco Marco Díaz Pintado, l'allégorie du Guadalquivir, créée par Agustín Sánchez Cid, et celle du río Magdalena, œuvre de José Lafita y Díaz. Les statues placées en 1864 furent pour la plupart remplacées par des copies en 2007 ; on trouve celles de Vénus (qui reste décapitée, faute de documents permettant sa restauration), de Pan, d'Uranie et de Neptune. Cette dernière se trouve sur la fontaine de Neptune, dont le nom originel est fontaine de l'Enfant de la Conque (en espagnol Fuente del Niño de la Caracola),.
Le Salón Alto est un espace ornemental rectangulaire auquel on accède par un perron de trois marches qui en fait le tour. Sur les piédestaux situés aux quatre coins, sculptés par Cayetano de Acosta au XVIIIe siècle, se trouvaient originellement les sculptures de quatre dieux mythologiques, provenant du palais archiépiscopal d'Umbrete. Les statues disparurent au XXe siècle et furent remplacées lors de la restauration de 2007 par des vases.
Au nord est du Salón Alto se trouve une sculpture placée lors de la réhabilitation des jardins en 2007. Elle est composée d'un piédestal de pierre de style rococo, orné de motifs végétaux et rocheux, réalisé au XVIIIe siècle par Cayetano de Acosta, sur lequel est placée une grenade de pierre qui se trouvait dans le pavillon de la Colombie durant l'exposition de 1929.
Exposée comme une œuvre d'art à l'extrémité sud-ouest du parc, à proximité de l'ancien pavillon de la Marine, se trouve la Grue Fairbairn, achetée à l'entreprise William Fairbairn & sons en 1874, et qui fut utilisée sur le quai de New York du port pour le chargement et le déchargement des navires jusqu'en 1906. Elle fut placée à sa place actuelle après sa restauration en 2005,.

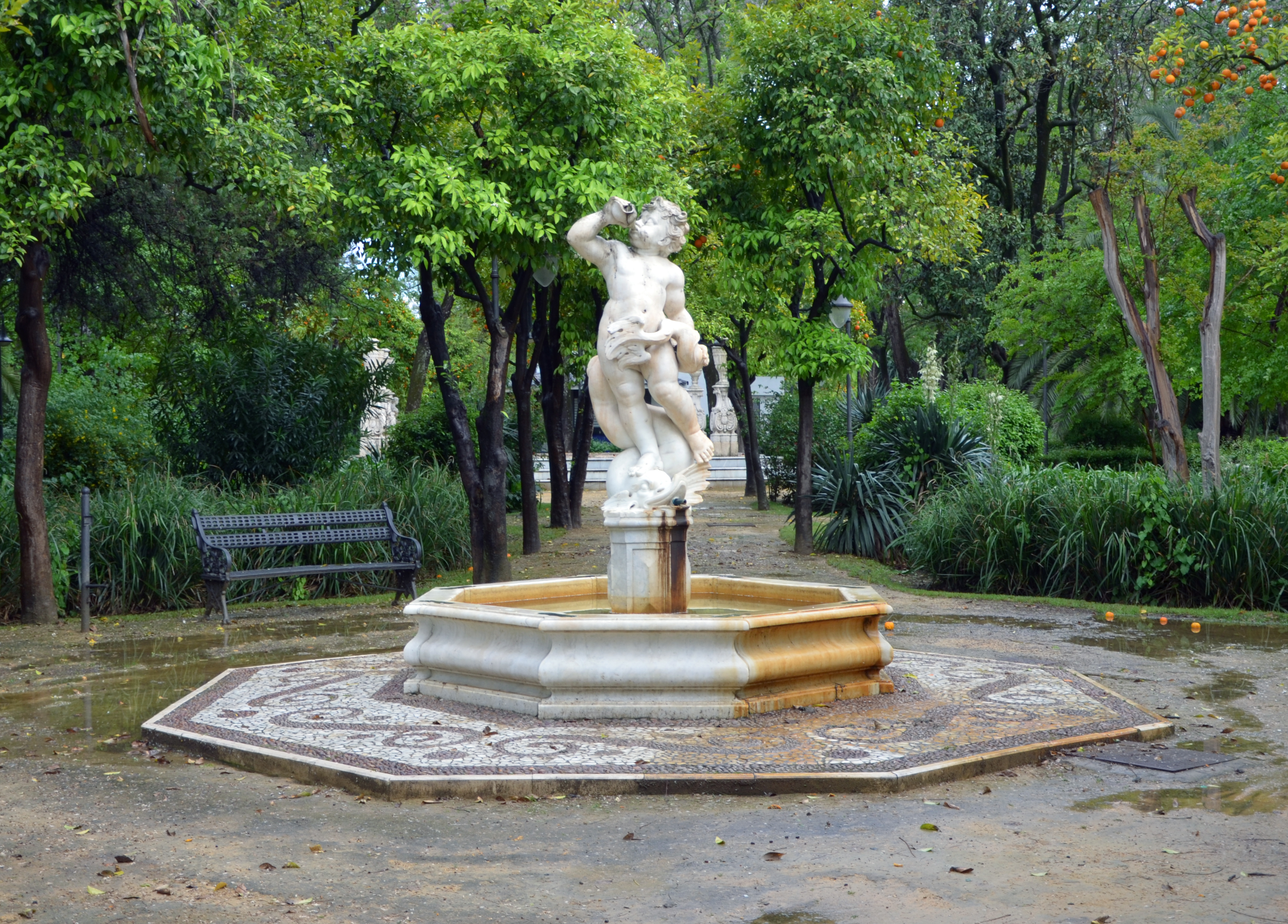
La fontaine de Neptune.
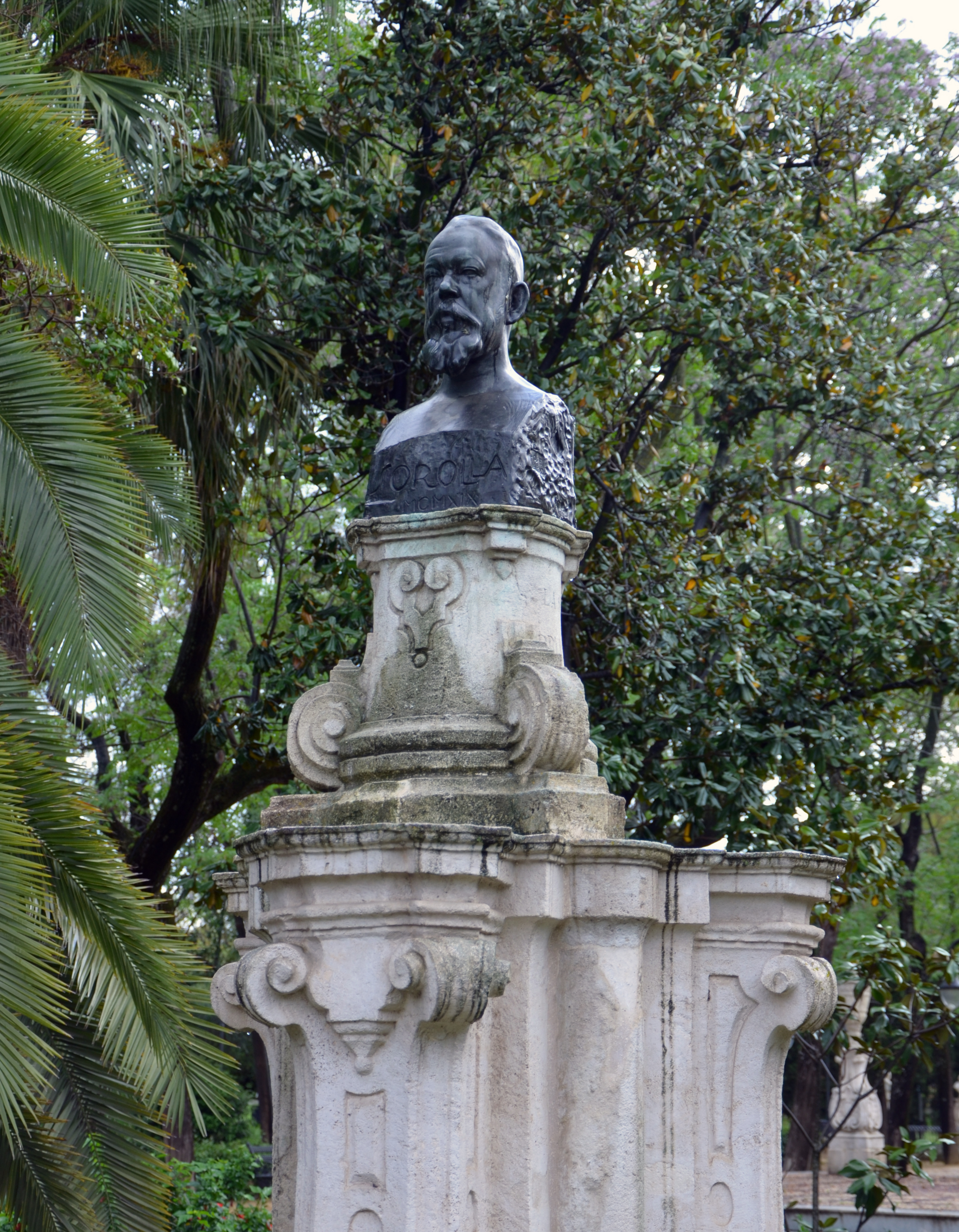
Le monument au peintre Joaquín Sorolla.
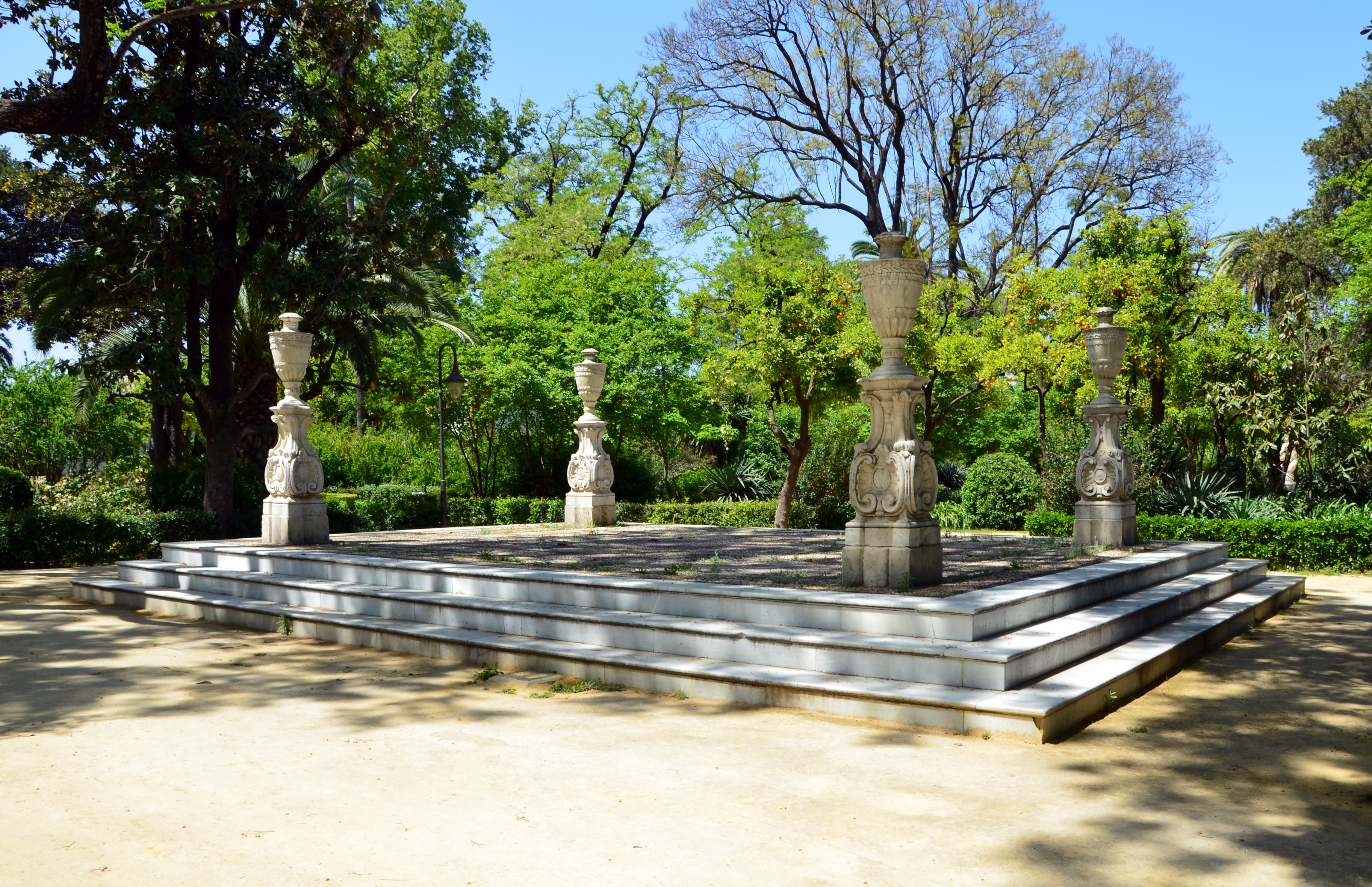
Le Salón Alto.
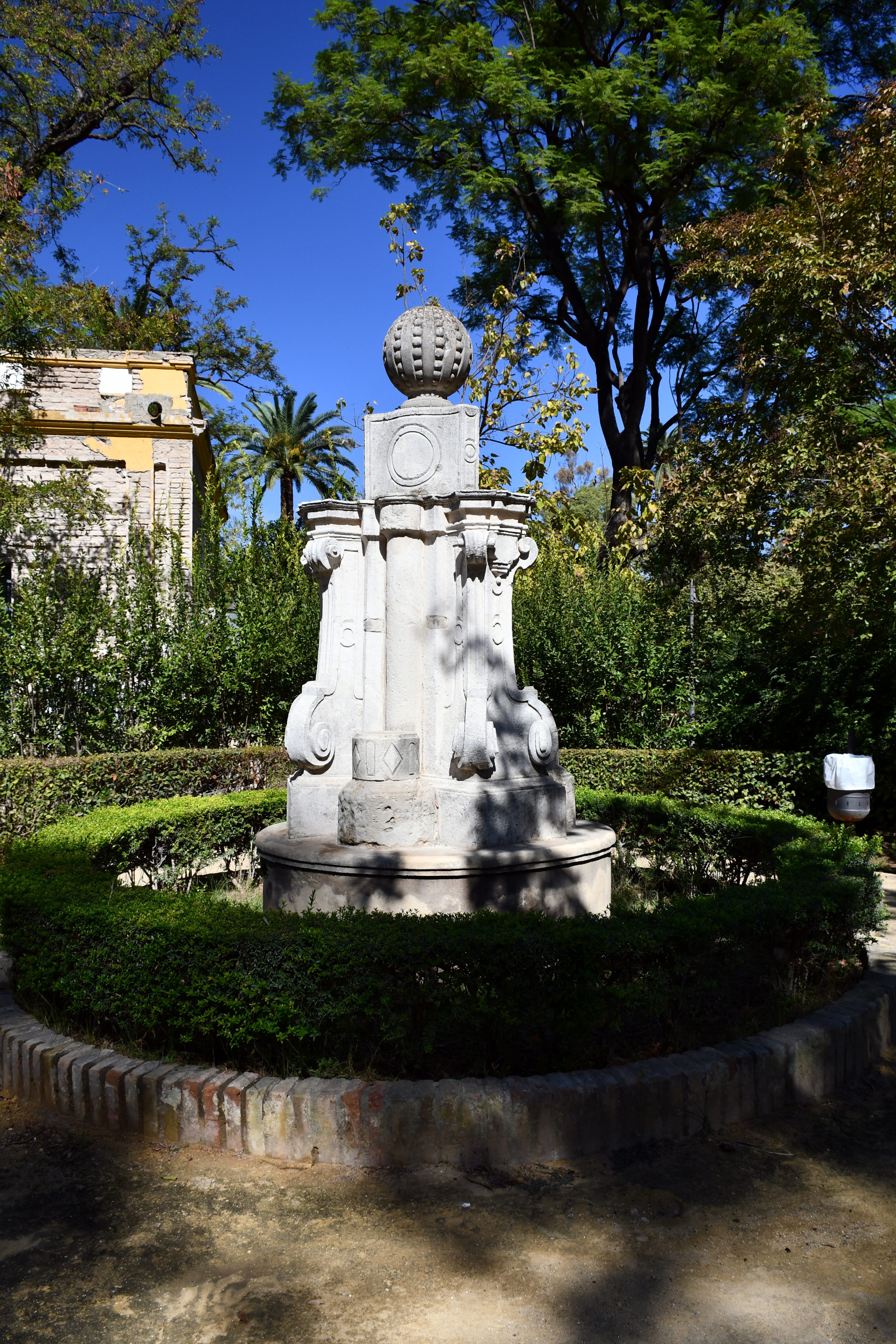
La sculpture de la Grenade.
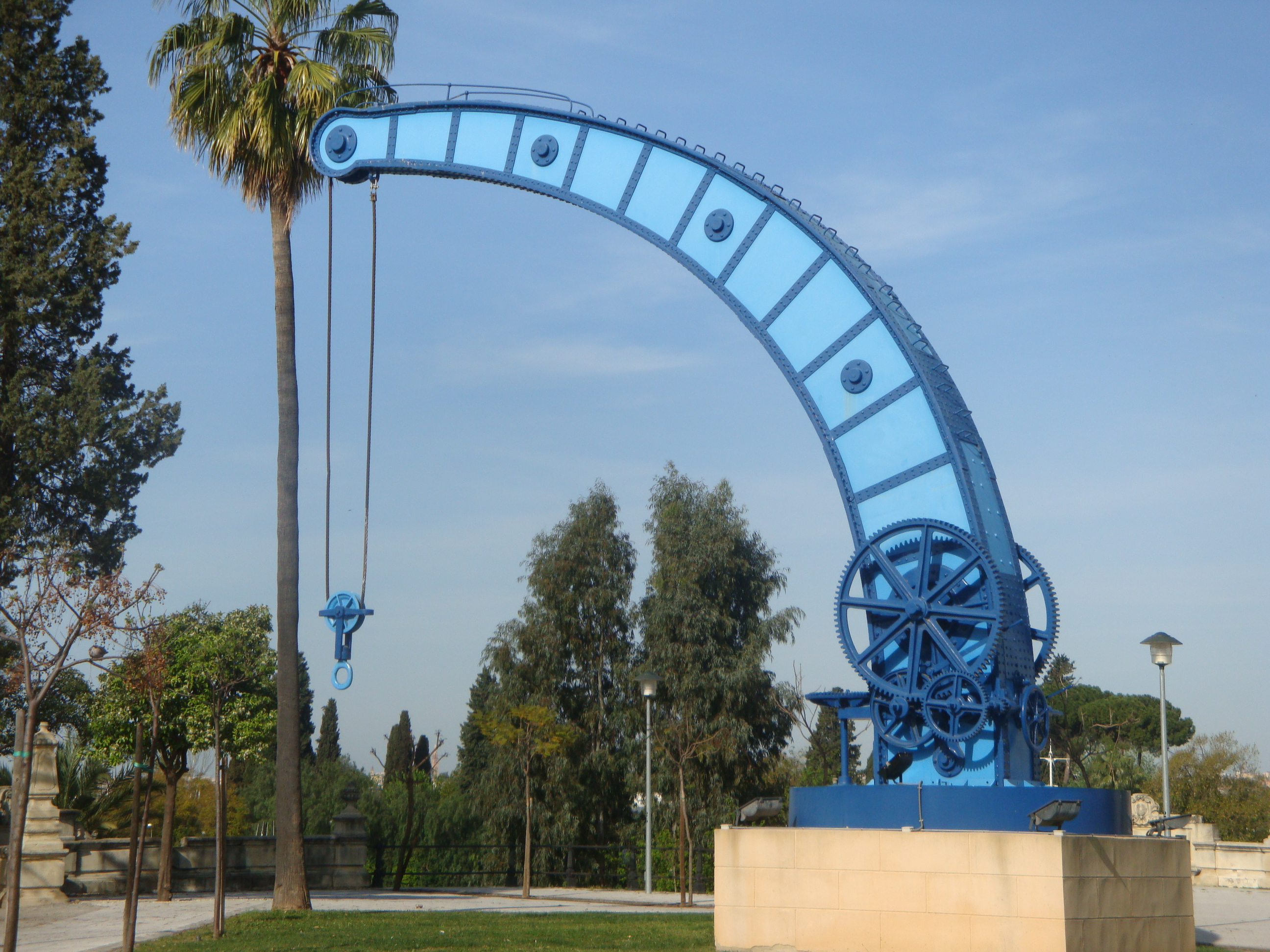
La Grue Fairbairn.

## Jardin botanique

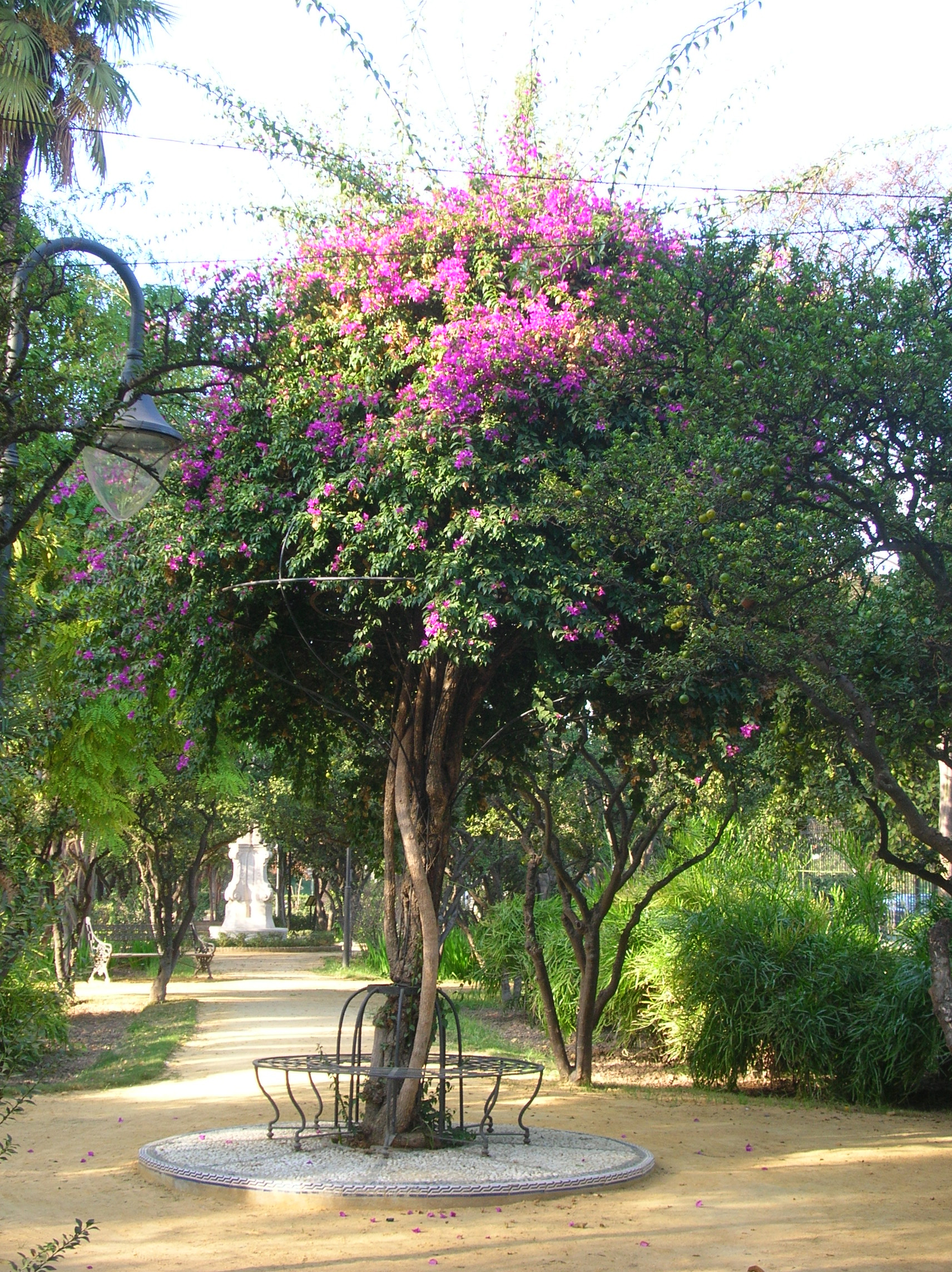
Une bougainvillée dans une allée des jardins de las Delicias.

Les jardins de las Delicias font partie intégrante du jardin botanique du parc de María Luisa. On y retrouve de nombreuses essences. Certaines sont locales comme des mimosas de Constantinople, des bougainvillées, des lauriers roses, divers palmiers comme le palmier dattier, des eucalyptus, du romarin, plusieurs sortes d'orangers dont citrus myrtifolia, des Brachychiton populneum, un érable et de nombreux lantanas. D'autres sont exotiques comme un févier d'Amérique, des washingtonias, un palmier pindó, un livistona chinensis, des jacarandas, des aloès, des Callistemon, un limettier[Lequel ?], un abutilon du Pérou, un maba, un chêne soyeux d'Australie, des fougères, des lilas des Indes, des bambous, un Sapindus mukorossi (arbre à savon), un peuplier canadien (Populus × canadensis), etc.
L'ancien pavillon du Maroc de l'Exposition ibéro-américaine de 1929, qui abrite au début du XXIe siècle le Service municipal des parcs et jardins, possède d'autres espèces comme un prunier du Japon, un figuier de la baie de Moreton, un Tipuana tipu (fabacée), un agave américain (du Mexique). Vers le pavillon du Guatemala se trouve entre autres un grand pin des Canaries.
De plus, le long de l'Avenida de las Delicias se retrouvent de nombreux bigaradiers (ou orangers amers), typiques des rues sévillanes depuis l'Expo ibéro-américaine.